# Київський інститут інвестиційного менеджменту
Київський інститут інвестиційного менеджменту — колишній приватний навчальний заклад 3-го рівня акредитації, заснований 1994 року та припинив свою діяльність як самостійний заклад 2010 року.

## Рішення про припинення діяльності
Київський інститут інвестиційного менеджменту (КІІМу) з 1994 року по 2010 рік займався підготовкою спеціалістів, що мали великий попит на фінансово-інвестиційному ринку.
Відповідно до вимог МОН України щодо укрупнення та зміцнення ЗВО, підвищення рівня і якості фахової підготовки спеціалістів, Київський інститут інвестиційного менеджменту (КІІМу) та Міжрегіональна Академія управління персоналом (МАУП) в серпні 2010 року дійшли згоди про входження КІІМу до структури МАУП.
Була здійснена процедура переведення студентів КІІМу усіх форм навчання в МАУП за раніше обраним фахом і визначеними умовами, не змінюючи їх, в тому числі ціну та терміни навчання

## Загальна характеристика КІІМу

### Факультети і спеціалізації
«Менеджмент»:
- інвестиційний менеджмент;
- управління нерухомістю;
- управління персоналом.

«Маркетинг»:
- дослідження ринку;
- менеджмент реклами;
- менеджмент по зв'язках з громадськістю.

«Фінанси та кредит»:
- фінансовий менеджмент;
- фінансовий облік.

Інститут мав в своєму складі Бізнес школу і Центр довишівської підготовки «Абітурієнт».

### Умови прийому
а) співбесіди з математики, англійської та української мов;
б) психологічне тестування.

### Форми навчання
Форми навчання: денна, заочна, модульна.
Денна форма передбачала модульну структуру програм.
Заочна форма передбачала дві сесії на рік по два тижні навчання кожна.

### Кваліфікаційні рівні і терміни навчання
Типи освітньо-кваліфікаційних рівнів:
- бакалавр — 4 роки навчання (денна і заочна форма);
- спеціаліст — один рік після отримання кваліфікації бакалавр (денна і заочна форма).

Випускники отримували диплом державного зразка, диплом Міжнародної Кадрової Академії, сертифікати Центру розвитку професійних стандартів

### Керівництво
Ректор — Головко Ярослав Дмитрович, Асоційований член Правління Європейської федерації товариств фінансових аналітиків (EFFAS)

### Місцезнаходження інституту
02098, Київ, вул. Березняківська, 38-б